# CEACAM8
CEACAM8 (англ. Carcinoembryonic antigen related cell adhesion molecule 8) – білок, який кодується однойменним геном, розташованим у людей на короткому плечі 19-ї хромосоми. Довжина поліпептидного ланцюга білка становить 349 амінокислот, а молекулярна маса — 38 154.
| 10         |  | 20         |  | 30         |  | 40         |  | 50         |
| ---------- |  | ---------- |  | ---------- |  | ---------- |  | ---------- |
| MGPISAPSCR |  | WRIPWQGLLL |  | TASLFTFWNP |  | PTTAQLTIEA |  | VPSNAAEGKE |
| VLLLVHNLPQ |  | DPRGYNWYKG |  | ETVDANRRII |  | GYVISNQQIT |  | PGPAYSNRET |
| IYPNASLLMR |  | NVTRNDTGSY |  | TLQVIKLNLM |  | SEEVTGQFSV |  | HPETPKPSIS |
| SNNSNPVEDK |  | DAVAFTCEPE |  | TQNTTYLWWV |  | NGQSLPVSPR |  | LQLSNGNRTL |
| TLLSVTRNDV |  | GPYECEIQNP |  | ASANFSDPVT |  | LNVLYGPDAP |  | TISPSDTYYH |
| AGVNLNLSCH |  | AASNPPSQYS |  | WSVNGTFQQY |  | TQKLFIPNIT |  | TKNSGSYACH |
| TTNSATGRNR |  | TTVRMITVSD |  | ALVQGSSPGL |  | SARATVSIMI |  | GVLARVALI  |

A: Аланін

C: Цистеїн

D: Аспарагінова кислота

E: Глутамінова кислота

F: Фенілаланін

G: Гліцин

H: Гістидин

I: Ізолейцин

K: Лізин

L: Лейцин

M: Метіонін

N: Аспарагін

P: Пролін

Q: Глутамін

R: Аргінін

S: Серин

T: Треонін

V: Валін

W: Триптофан

Локалізований у клітинній мембрані, мембрані.